# Gediminas Jakavonis
Gediminas Jakavonis (ur. 3 maja 1958 w Oranach) – litewski ekonom i polityk. Poseł na Sejm Republiki Litewskiej.

## Życiorys
W 1981 ukończył ekonomię na Uniwersytecie Państwowym w Wilnie na wydziale Ekonomii Przemysłowej. W 1998 uczęszczał do Międzynarodowego Instytutu Republikańskiego w Waszyngtonie. W 2003 i 2004 roku odbył staż w George Washington Center w USA i Garmisch-Partenkirchen w Niemczech.
W latach 1981–1986 był zastępcą dyrektora produkcji w firmie Merkys. Następnie w latach 1986-1987 został specjalistą od galwanizacji dzieł sztuki Dailė. Od 1987 do 1993 roku obejmował stanowisko dyrektora w Litewskim Państwowym Zakładzie Ubezpieczeń w Oranach. Następnie był dyrektorem w UAB "Patrimpkalnis". Potem w latach 1997-2000 był zastępcą kierownika w Przedsiębiorstwie Publicznym "Polityka". Od 2009 roku był recenzentem w gazecie „Respublika ”i wiceprezydentem w Litewskim Stowarzyszeniu Energetyki Wiatrowej.
W 2012 przyjął propozycję kandydowania do Sejmu z ramienia Partii Pracy (Litwa). W wyborach w 2012 uzyskał mandat posła na Sejm Republiki Litewskiej.